# Noturna (Nada de Novo na Noite)
"Noturna (Nada de Novo na Noite)" é uma canção do cantor e compositor brasileiro Silva com participação de Marisa Monte, para o quarto álbum de estúdio  do cantor, Silva Canta Marisa (2016). A canção foi composta pelo próprio artista, junto com seu irmão também músico e produtor Lucas Silva, e pela cantora e compositora brasileira Marisa Monte. A canção é a única inédita lançada no álbum pelo artista.

## Antecedentes
Em uma entrevista para a revista Serafina da Folha de S.Paulo do dia 27 de novembro de 2016, Silva contou como tudo começou. Em 2015, foi convidado pelo canal BIS para participar do programa Versões, onde o intuito deste quadro é colocar artistas emergentes para fazer uma releitura de algum artista consagrado. O cantor revelou que ficou em dúvida entre Caetano Veloso e Chico Buarque, porém por conta do medo de comparações, acabou escolhendo Marisa Monte. Após esta exibição do programa no canal, Silva foi convidado pelo Sesc, em São Paulo, para que aquilo fosse transformado em show. Então, Silva e Marisa finalmente se conheceram, onde ela o convidou para ir a casa dela, onde produziram duas músicas juntos, porém apenas Noturna que foi divulgada, por enquanto.
Veja um trecho de SILVA falando sobre a visita a casa da cantora: 
| “ | A Marisa é muito fominha. Você vai na casa dela, começa a conversar e daqui a pouco ela diz: 'vamos sentar no piano?'. Ela é muito prática, cheia de ideias. Se deixar, cada vez que você a visitar sai uma música. Ela é workaholic, eu admiro isso, porque eu sou preguiçoso | ” |

## Lançamento e repercussão
Com o lançamento de seu mais novo trabalho na íntegra, SILVA foi um dos assuntos mais comentados dentro do cenário musical brasileiro, chamou atenção e arrancou elogios de críticos renomados. A cada novo trabalho o artista vem mostrando para seu público fiel e aos novos ouvintes que vem conquistando a cada dia seu grande amadurecimento musical.Com o lançamento de Silva Canta Marisa, o cantor ganhou o selo de confirmação em seu Instagram por conta da grande procura por seu nome no Google e na rede social, o número de seguidores dispararam em +10K em uma semana, somando até o momento 64 mil seguidores (antes do lançamento do álbum, o número estava na faixa de 52 a 53K de seguidores).
Mauro Ferreira, jornalista e crítico musical do Portal G1 não mediu elogios ao novo trabalho do cantor, e claro, deixou um espaço especialmente para falar da faixa inédita de SILVA e Marisa Monte, leia abaixo:
| “ | (...) Gravada com a voz lapidada de Marisa, Noturna (Nada de novo na noite) é joia moderna que faz brilhar bela veia melódica em fina sintonia com uma letra zen. Obra-prima do disco, Noturna soa como canção contemporânea que parece ter vindo de algum lugar do passado. Mas é, curiosamente, a única música que vem do presente, não tendo figurado no roteiro do show de 2015. | ” |

Foi indicada ao Grammy Latino de 2017 de Melhor Canção em Língua Portuguesa.

## Detalhes da Faixa
1. Noturna (Nada De Novo Na Noite) (02:58) 
(SILVA/Lucas Silva/Marisa Monte)